# شپش‌های کپور
شپش‌های کپور (نام علمی: Argulus) نام یک سرده از زیررده آبشش‌دمان است.